# ウインド・ローズ
ウインド・ローズ (Wind Rose) は、イタリアのヘヴィメタルバンド。

## 略歴
2009年に結成され、2010年、クリスティアーノ・ベルトッキ（元ラビリンス、元ヴィジョン・ディヴァイン）のプロデュースでEP盤をリリースする。当初はプログレッシヴ要素の強い、シンフォニック・メタル、パワー・メタル路線だった。
2012年、ベッカーチーム・レコーズから1枚目のアルバム『Shadows Over Lothadruin』をリリース。
2013年には、ウィンターサン、フィントロール、エピカのサポートアクトとしてヨーロッパツアーを行う。同年中にベーシストのコンサーニが脱退。
2014年にベルトッキを正式にベースプレーヤーとしてメンバーに迎える。
2015年にはエルヴェイティのOrigins European Tourに参加し、2枚目のスタジオアルバム『Wardens of the West Wind』をスカーレット・レコードよりリリース。2015年終盤、 エンシフェルムの「One Man Army」ヨーロッパツアーでサポートを務める。
2017年、インナー・ウーンド・レコーディングスと契約を結び、フォーク・メタル色をより強めた3枚目のアルバム『Stonehymn』を同年5月にリリース。8月にはルビコン・ミュージックから日本盤がリリースされ、日本デビュー盤となった。同年8月、イギリスのBLOOD STOCK FESTIVALに出演。また、同年中にドラマーのヴィスコンティが脱退。翌年になってエインシェント・バーズのフェデリコ・ガッティが加入している。
また2018年1月、日本で行われるPagan Metal Horde vol.2へ出演し初来日となった。
2019年にナパーム・レコードから4thアルバム『Wintersaga』をリリースした。収録曲の内、「Diggy Diggy Hole」（YOGSCASTのカバー）がシングルカットされ、ミュージック・ビデオ作成の上、先行リリースされた。

## メンバー

### 現ラインナップ
- フランチェスコ・カヴァリエリ（Francesco Cavalieri） - ボーカル（2009年 - ）

フェアリーランドでも活動。
- クラウディオ・ファルコンチーニ（Claudio Falconcini） - ギター、バッキング・ボーカル（2009年 - ）
- フェデリコ・メランダ（Federico Meranda） - キーボード（2009年 - ）
- クリスティアーノ・ベルトッキ（Cristiano Bertocchi） - ベース、バッキングボーカル（2014年 - ）

元ラビリンス、元ヴィジョン・ディヴァイン。
- フェデリコ・ガッティ (Federico Gatti) - ドラムス（2018年 - ）

エインシェント・バーズでも活動

### 旧メンバー
- アレッシオ・コンサーニ（Alessio Consani）- ベース（2009年 - 2013年）

現在はEldritchで活躍中。
- ダニエレ・ヴィスコンティ（Daniele Visconti）- ドラムス（2009年 - 2017年）

## ディスコグラフィ

### アルバム
- Shadows over Lothadruin - 2012年（ベッカーティム・レコード）
- Wardens of the West Wind - 2015年（スカーレット・レコード）
- Stonehymn - 2017年（インナー・ウーンド・レコーディングス、ルビコン・ミュージック）
- Wintersaga - 2019年（ナパーム・レコード）

### シングル
- デモ2010 - 2010年
- The Fourth Vanguard - 2010年